# Szilveszteri durranások
A Szilveszteri durranások (eredeti cím: Peter’s Friends) 1992-ben bemutatott brit filmvígjáték Kenneth Branagh rendezésében.

## Cselekmény
1982-ben hét jóbarát lediplomázik Cambridge-ben, majd elkezdi élni saját életét. Tíz évvel később újra találkoznak. Szilveszterre Peter meghívja régi barátait, miközben együtt felidézik a múltat, Peter titkára is fény derül.

## Szereplők
| Szerep           | Színész            | Magyar hang            | Magyar hang        |
| Szerep           | Színész            | 1. változat (1995)     | 2. változat (2013) |
| ---------------- | ------------------ | ---------------------- | ------------------ |
| Roger Charleston | Hugh Laurie        | Rosta Sándor           | N/A                |
| Andrew Benson    | Kenneth Branagh    | Háda János             | Dévai Balázs       |
| Peter Morton     | Stephen Fry        | Sinkovits-Vitay András | N/A                |
| Sarah Johnson    | Alphonsia Emmanuel | Kocsis Mariann         | N/A                |
| Maggie Chester   | Emma Thompson      | Kovács Nóra            | Solecki Janka      |
| Mary Charleston  | Imelda Staunton    | Balázs Ági             | N/A                |
| Vera             | Phyllida Law       | Pásztor Erzsi          | N/A                |
| Carol Benson     | Rita Rudner        | Radó Denise            | Orosz Helga        |
| Brian            | Tony Slattery      | Csuja Imre             | N/A                |
| Paul             | Alex Lowe          | Markovics Tamás        | N/A                |
| Lord Morton      | Richard Briers     | N/A                    | N/A                |

## Televíziós megjelenések
- 1. magyar változat: TV2, Satelit TV
- 2. magyar változat: MGM